# Metalimnophila integra
Metalimnophila integra là một loài ruồi trong họ Limoniidae. Chúng phân bố ở miền Australasia.